# Richard Moth
Charles Phillip Richard Moth, né le 8 juillet 1958 à Chingola, est un prélat britannique qui est depuis mai 2015 évêque d'Arundel et Brighton. Sa devise est Pax et gaudium in Domino.

## Formation
Charles Phillip Richard Moth naît en 1958 à Chingola en Rhodésie du Nord (Zambie aujourd'hui) et sa famille s'installe au Royaume-Uni lorsqu'il a deux ans. Il poursuit ses études à la Judd School de Tonbridge, dans le Kent, puis il entre au séminaire St John's de Wonersh.

## Ministère

### Prêtre
Richard Moth est ordonné prêtre le 3 juillet 1982. Il sert ensuite comme curé à la paroisse Saint-Bède de Clapham Park et de juge au tribunal ecclésiastique de Southwark, avant d'effectuer des études à Ottawa, où il obtient une licence puis une maîtrise en droit canon. En 1987, il retourne à Southwark et devient curé de Saint-Sauveur de Lewisham, tout en étant aumônier des forces armées territoriales, servant au 217 General Hospital RAMC (V).
En 1992, il est nommé secrétaire privé de Mgr Bowen, tout en étant directeur des vocations et vice-chancelier du diocèse. Richard Moth devient chapelain de Sa Sainteté en 1998 avec le titre de Monseigneur. En 2001, il est nommé vicaire général et chancelier de Southwark et élevé au rang de prélat de Sa Sainteté.

### Évêque
En juillet 2009, Richard Moth est nommé évêque des armées par Benoît XVI. Matthew Dickens le remplace comme vicaire général de Southwark en septembre 2009. Il est consacré évêque le 29 septembre 2009, jour de la fête des Saints Archanges, en la cathédrale de Westminster. Mgr McDonald (en) est le consécrateur principal, assisté de Michael Bowen et de Thomas Burns. Vincent Nichols et les cardinaux Murphy-O'Connor et O'Brien sont présents dans le chœur. Sa charge d'évêque des armées se termine en 2015. Il est nommé par le pape François le 21 mars 2015 évêque d'Arundel et de Brighton. Il est installé le 28 mai 2015.

### Article lié
- Liste des évêques d'Arundel et Brighton